# Авија Фокер F.IX
Авиа Фокер F.IX / Avia Fokker F.IX је чехословачки тромоторни, вишеседи, висококрилaц авион, мешовите класичне конструкције који се користио као путнички, транспортни авион између два и у току Другог светског рата.

## Пројектовање и развој
Током 1930.-е године чехословачка фирма за производњу авиона AVIA купила је лиценцу за производњу авиона Фокер F-IX. На основу те лиценце направљен је путнички авион Авиа Фокер F.IX D а инж. Франтишек Новотни је водио пројект адаптације путничког авиона Фокер F-IX у тешки бомбардер, који је добио назив Авиа Фокер F 39. Први пробни лет овај авион је обавио 17. фебруара 1932. године.

## Технички опис
Авион Авиа Фокер F.IX D је једнокрили, слободноносећи високоокрилни, вишеседи тромоторни авион мешовите конструкције. Два мотора су му уграђена у висећим гондолама испод крила авиона а трећи се налази у носу (кљуну) трупа авиона. Оваква конструкција распореда мотора је била уобичајена за конструкцију транспортних и бомбардерских авиона тога времена.
Труп авиона Авиа Фокер F.IX D је био правоугаоног попречног пресека, био је простран тако да се у њега без проблема могла сместити комплетна посада и путници са пртљагом. Носећа структура трупа авиона је била направљена као решеткаста заварена конструкција направљена од танкозидих челичних цеви високе чврстоће а облога трупа је била делимично од дуралуминијумског лима, дрвене лепенке и импрегнираног платна (кљун авиона је био обложен лимом, средњи део трупа путничка кабина је био обложен дрвеном лепенком а остатак дела трупа и реп су били обложени импрегнираним платном). Улаз  у авион са степеништем се налазио на левој бочној страни трупа авиона. Кокпит пилота је био смештени у затвореној кабини, која се налазила у кљуну трупа авиона, до кога се стизало пролазима кроз путничку кабину. Седишта су била у распореду 2+1 у реду а авион је имао 7 редова. На крају путничке кабине (у репу) налазио се тоалет. Кабина је била опремљена сталажом за одлагање ручног пртљага.
Два мотора су му уграђена у висећим гондолама испод крила авиона а трећи се налази у носу (кљуну) трупа авиона. Авион је био опреман различитим ваздухом хлађеним радијалним моторима. За Чехословачко ваздухопловство то су били мотори Walter Pegasus II M2, са 9 цилиндара, снаге 404 kW са трокраким металним елисама фиксног корака а у експортне авионе уграђивани су француски мотори Gnôme Rhône Jupiter снаге 360 kW са двокраком дрвеном елисом фиксног корака и пречника 2,8 m. Радијални мотори су били обложени лименим прстеном у циљу побољшања хлађења мотора.
Крила су била дебелог профила тако да су у њих без проблема могли да стану резервоари за гориво. Главни резервоари за гориво су се налазили у делу крила изнад трупа авиона. Кроз крило су пролазили сви потребни уређаји и инсталације. Резервоари за уље су се налазили у гондолама иза мотора. Облик крила је био једнакокраки трапез, са заобљеним крајевима. Осна линија крила је била управна на осу трупа авиона. Конструкција крила је била од дрвета са две решеткасте дрвене рамењаче, а облоге делом од дрвене лепенке а делом од импрегнираног платна. Покретни делови крила су такође имали конструкцију од дрвета док им је облога била од импрегнираног платна.
Репни делови трупа иза путничке кабине, вертикални и хоризонтални стабилизатори и кормила правца и висине су имали конструкцију од челичних цеви а облогу од импрегнитаног платна. Хоризонтални стабилизатори су упорницама са доње стране били ослоњени на труп авиона а са горње стране су биле причвршћене за вертикални стабилизатор.
Стајни трап је био класичан фиксан са гуменим точковима. Састојао се од троугласте виљушке причвршћене за труп авиона и вертикални носач у коме је био уграђен уљани амортизер а ослањао се на конструкцију гондоле крилних мотора. Размак између точкова је био доста велики а и концентрација маса се налазила унутар размака па је стабилност при слетању и полетању овог авиона била задовољавајућа. На крају репа авиона налазила се еластична дрвена дрљача као трећа ослона тачка авиона. Ова дрљача је касније у току експлоатације замењена самоуправљивим гуменим точком.

## Верзије
- F.39 - тромоторни бомбардер за Чехословачко ратно ваздухопловство
- F.139 - двомоторна верзија која није реализована
- F.IX D - тромоторни путнички авион за ЧСА (Чехословачка авио компанија)

## Земље које су користиле авион Авиа Фокер F.IX
| - Чехословачка - Трећи рајх - Холандија | - Шпанија - Краљевина Југославија - Независна Држава Хрватска |

## Оперативно коришћење
По завршетку производње војних F.IX, из фабрике АВИА су изашле још две цивилне машине Авиа-Фокер F.IX D намењене Чехословачком државном авиопревознику (ČSA). Капацитети су им били:  два пилота и седамнаест путника и у своје време представљали су највећи транспортни авион чешке производње. Чехословачка авио-компанија је преузеле обе машине у лето 1935. Оне су биле распоређене на домаћим и међународним линијама од Прага до Букурешта и од Прага до Венеције. Авиони су добили регистарске ознаке: OK-AFF и OK-AFG. Авион  ознака OK-AFF је  више пута оштећен и потом уништен 11. септембра 1937. у несрећи у Братислави. Овај авион  је у октобру 1938. замењен  другим, који је био преправљен бомбардер у транспортни  авион добивши при том и нову ознаку OK-AFX. Првобитно је то био дванаести серијски бомбардер са новом унутрашњошћу, али покретан оригиналним моторима. Остао је у служби до окупације, када је расходован, док је OK-AFG летео под немачком ознаком D-AAFG за Немце. За ČSA авиони  Авиа-Фокер F.IX D су летели укупно 686.249 km, односно 4.085 сати.